# Pierre Dagenais
Pierre Dagenais (ur. 4 marca 1978 w Blainville) – kanadyjski zawodowy hokeista występujący na pozycji napastnika.
Dwukrotnie wybierany w drafcie NHL przez klub New Jersey Devils. W lidze NHL występował w latach 2000–2005. W sezonach zasadniczych NHL rozegrał łącznie 142 spotkania, zdobył 35 bramek, a przy 23 asystował.

## Sukcesy
Indywidualne
- Coupe Telus: 1998